# Frances Rivett-Carnac
Frances Clytie Rivett-Carnac, nata Greenstock (Port Elizabeth, 16 maggio 1874 – Hampstead, 1º gennaio 1962), è stata una velista britannica.

## Palmarès

### Olimpiadi
- 1 medaglia:
  - 1 oro (Londra 1908 nella classe 7 metri)